# Gösta Lilliehöök
Gustaf Malcolm (Gösta) Lilliehöök (Stockholm, 25 mei 1884 - Danderyd, 18 november 1974) was een Zweeds modern vijfkamper en schermer.

## Biografie
De moderne vijfkamp werd bedacht door de voorzitter van het Internationaal Olympisch Comité Pierre de Coubertin. Moderne vijfkamp maakte zijn olympische debuut in 1912, op enkele olympische testeveneventen na waren de Olympische Spelen het eerste moderne vijfkampwedstrijd. Lilliehöök werd de eerste olympisch kampioen in dit onderdeel. 

## Belangrijkste resultaten

### Olympische Zomerspelen
| Jaar | Plaats    | Discipline       | Onderdeel   | Resultaat |
| ---- | --------- | ---------------- | ----------- | --------- |
| 1912 | Stockholm | moderne vijfkamp | individueel | Goud      |

- KulturNav: a7967984-d6cb-4079-a5cd-61836c1380a9

1912: Gösta Lilliehöök ·
1920: Gustaf Dyrssen ·
1924: Bo Lindman ·
1928: Sven Thofelt ·
1932: Johan Oxenstierna ·
1936: Gotthard Handrick ·
1948: William Grut ·
1952: Lars Hall
1956: Lars Hall ·
1960: Ferenc Németh ·
1964: Ferenc Török ·
1968: Björn Ferm ·
1972: András Balczó ·
1976: Janusz Pyciak-Peciak ·
1980: Anatoli Starostin ·
1984: Daniele Masala ·
1988: János Martinek ·
1992: Arkadiusz Skrzypaszek  ·
1996: Aleksandr Parygin ·
2000: Dmitri Svatkovski ·
2004: Andrej Moisejev ·
2008: Andrej Moisejev ·
2012: David Svoboda ·
2016: Aleksandr Lesoen ·
2020: Joe Choong ·
2024: Ahmed El-Gendy